# NGC 1558
NGC 1558 is een balkspiraalstelsel in het sterrenbeeld Graveerstift. Het hemelobject werd op 14 december 1835 ontdekt door de Britse astronoom John Herschel.

## Synoniemen
- PGC 14906
- ESO 250-17
- AM 0418-450
- IRAS04187-4508